# American Psychological Association
De American Psychological Association of APA is een Amerikaanse beroepsvereniging van universitair geschoolde psychologen. De APA heeft zich tot doel gesteld de psychologie als wetenschap, als vakgebied en als middel tot verbetering van gezondheid, opvoeding en menselijk welzijn te bevorderen. De vereniging heeft rond de 150.000 leden en een jaarbudget van 70 miljoen dollar.
De APA werd in juli 1892 opgericht door 26 medewerkers aan de Clark University van Worcester (Massachusetts). Granville Stanley Hall was de eerste voorzitter, tegenwoordig is dat Gerald Koocher. De organisatie kent 53 specialisatie-afdelingen.
De APA is tegenwoordig van grote invloed op de ontwikkeling van de wetenschap van de psychologie. In de Engelstalige wetenschappelijke literatuur is het een gezaghebbende instantie voor het beoordelen van de kwaliteit van het wetenschappelijk onderzoek, en van de rapportering hierover. De door hen ontwikkelde APA-stijl geldt dan ook als referentie voor wetenschappelijke artikels. Ook veel buitenlandse universiteiten en wetenschappelijke tijdschriften sluiten zich daarbij aan.
Behalve met onderzoeksrapportering houdt de APA zich ook bezig met het organiseren van congressen, het uitgeven van tijdschriften (de American Psychologist is het officiële tijdschrift van de APA, daarnaast geeft de APA nog tientallen tijdschriften uit die zich op een specifiek aspect van de psychologie richten), het toekennen van certificeringen, het organiseren van internationale uitwisselingen en dergelijke.
In de laatste jaren stond de APA bloot aan kritische geluiden. Rogers H. Wright en Nicolas Cummings, die al lang lid waren van de APA, brachten in 2005 het boek "Destructive Trends in Mental Health: The Well-Intentioned Path to Harm" uit, waarin zij stellen dat de APA politieke correctheid laten prevaleren boven wetenschappelijke argumentatie, en dat de APA pseudowetenschappen en potentieel schadelijke therapievormen zou ondersteunen.
Een gelijkaardige organisatie in Nederland is het Nederlands Instituut van Psychologen (NIP). In België is dat de Belgische federatie van psychologen.